# Montreuil, Eure-et-Loir
Montreuil är en kommun i departementet Eure-et-Loir i regionen Centre-Val de Loire strax norr om centrala Frankrike. Kommunen ligger i kantonen Dreux-Ouest som tillhör arrondissementet Dreux. År 2022 hade Montreuil 530 invånare.

## Befolkningsutveckling
Antalet invånare i kommunen Montreuil
Referens:INSEE